# Domingo Cuello Pertuz
Domingo Julio Cuello Pertuz (Medellín, 1938 - Ibid, 28 de septiembre de 1983) fue un abogado colombiano.

## Biografía
Fue designado como Coordinador de la Procuraduría Regional en 1979, y estaba trabajando el caso de Luis Fernando Giraldo Builes, estudiante y miembro del Ejército de Liberación Nacional (ELN) dinamitado en Medellín.
Había tenido un enfrentamiento público con el Comandante General de la Policía Nacional, general Víctor Delgado Mallarino, sobre el caso del estudiante asesinado luego de ser detenido por el F2. 
Había sostenido un careo, en el juzgado 25 Penal Municipal, con uno de los tenientes investigados por el caso del estudiante muerto, la investigación que Cuello Pertuz venía haciendo sobre ese caso, señalaba como responsables a tres tenientes.
También había sido comisionado para vigilar la investigación por el asesinato del periodista Nelson Amaya Barreto quien había denunciado el narcotráfico desde su columna en el diario El Colombiano.

## Asesinato
En presencia de su esposa, sicarios le anunciaron que venían a matarlo y procedieron a hacerlo. 
Horas después de su muerte, circuló por Medellín un supuesto comunicado donde ésta era reivindicada por el Comando Luis Fernando Giraldo Builes del ELN, en el cual se decía que lo ajusticiaban por encontrarlo responsable de omisión, negligencia y falsedad en la investigación del caso del dinamitado. Sin embargo no se pudo establecer la autoría de su asesinato, ya que Cuello Pertuz se sentía amenazado por el F2.